# Église Saint-Pierre d'Arlanc
Pour les articles homonymes, voir Église Saint-Pierre.
L'église Saint-Pierre est une église catholique située à Arlanc, en France.

## Localisation
L'église est située dans le département français du Puy-de-Dôme, sur la commune d'Arlanc.

## Historique
L'édifice est inscrit au titre des monuments historiques en 1926, puis classé en 1949.